# IZombie (2.ª temporada)
A segunda temporada de iZombie foi anunciada pela The CW em 6 de maio de 2015. Rob Thomas continua como showrunner e produtor executivo. A segunda temporada estreou em 6 de outubro de 2015.

## Elenco e personagens

### Principal
- Rose McIver como Olivia "Liv" Moore
- Malcolm Goodwin como Clive Babineaux
- Rahul Kohli como Ravi Chakrabarti
- Robert Buckley como Major Lilywhite
- David Anders como Blaine "DeBeers" McDonough

### Recorrente
- Aly Michalka como Peyton Charles
- Steven Weber como Vaughn Du Clark
- Carrie Anne Fleming como Candy Baker
- Marci T. House como Lieutenant Devore
- Leanne Lapp como Rita Du Clark
- Eddie Jemison como Stacey Boss
- Bryce Hodgson como Donald "Don E." Eberhard
- Robert Knepper como Angus McDonough
- Robert Salvador como Detetive Cavanaugh
- Kurt Evans como Floyd Baracus
- Andrea Savage como Vivian Stoll
- Jessica Harmon como Dallas Anne "Dale" Bozzio
- Greg Finley como Drake Holloway
- Patrick Gallagher como Jeremy Chu
- Andre Tricoteux como Chief
- Ted Cole como Tim Addis
- Colin Lawrence como Janko
- Nathan Barrett como Tanner
- Enrico Colantoni como Lou Benedetto
- Yani Gellman como Gabriel
- Debs Howard como Steph
- Bradley Stryker como Kenny
- Justin Prentice como Brody Johnson
- Jerry Trimble como Roger Thrunk
- Ray Galletti como Harry Cole
- Julian Paul como Telly Levins
- Antonio Cayonne como Colin Andrews

## Produção
A emissora The CW confirmou a segunda temporada de iZombie em 6 de maio de 2015. Rob Thomas continua como showrunner e produtor executivo, e já temos alguns atores confirmados para o elenco. Dentre eles estão o ator Greg Finley que interpretará Drake Holloway, e a atriz Leanne Lapp que interpretará Rita.
Robert Knepper que interpreta Angus McDonough, foi anunciado no elenco recorrente no segundo semestre de 2015.
A segunda temporada estreou em 6 de outubro de 2015.

## Episódios
| N.º na série | N.º na temp. | Título                                                                                 | Dirigido por   | Escrito por                                                                                      | Exibição original       | Audiência (milhões) |
| --- | ------------ | -------------------------------------------------------------------------------------- | -------------- | ------------------------------------------------------------------------------------------------ | ----------------------- | ------------------- |
| 14 | 1            | "Grumpy Old Liv" "(Liv Velha Rabugenta)" (BR)                                          | Michael Fields | Rob Thomas                                                                                       | 6 de outubro de 2015    | 1.53                |
| Liv consome o cérebro de um homem velho e rabugento para ter visões da sua morte. Depois de receber uma ligação anônima de um informante por uma linha aberta, Liv e o Detetive Babineaux vai na residência de Byron Thistlewaite para perguntar sobre a ligação misteriosa. Enquanto isso, Ravi suspeita que Major pode estar passando por um efeito colateral da cura e Liv faz uma visita surpresa para Blaine.                                                                                                |              |                                                                                        |                |                                                                                                  |                         |                     |
| 15 | 2            | "Zombie Bro" "(Mano Zumbi)" (BR)                                                       | John Kretchmer | Diane Ruggiero-Wright                                                                            | 13 de outubro de 2015   | 1.22                |
| Liv e Detetive Babineaux investigam o assassinato de um festeiro garoto de fraternidade cuja morte chocou a todos. Depois de consumir seu cérebro, Liv comparece em uma festa de fraternidade para procurar pistas, mas acaba liderando uma mesa de "pong de cerveja". Ainda desesperado por encontrar a cura, Ravi cuida do assunto com suas próprias mãos e trás Major (Robert Buckley) junto para um passeio. Enquanto isso, Blaine conhece Angus, uma pessoa misteriosa do eu passado.                        |              |                                                                                        |                |                                                                                                  |                         |                     |
| 16 | 3            | "Real Dead Housewife of Seattle" "(A Verdadeira Dona de Casa Morta de Seattle)" (BR)   | Jason Bloom    | Kit Boss                                                                                         | 20 de outubro de 2015   | 1.29                |
| Liv come o cérebro de uma esposa de troféu recentemente assassinada, que foi morta na frente da sua varanda da sua casa com uma arquitetura deslumbrante por um pistoleiro contratado. A obcecada em vinhos Pinot Grigio e em moda, Liv e o Detetive Babineaux começaram a perguntar os suspeitos em sua busca pelo cérebro original por atrás do assassinato.Enquanto isso, Liv e Ravi ficam surpresos quando descobrem que Peyton retornou para Seattle.                                                        |              |                                                                                        |                |                                                                                                  |                         |                     |
| 17 | 4            | "Even Cowgirls Get the Black and Blues" "(Até as Vaqueiras Ficam Pretas e Azuis)" (BR) | Matt Barber    | Deirdre Mangan                                                                                   | 27 de outubro de 2015   | 1.47                |
| Enquanto está investigando um caso, Liv come o cérebro de um garçonete cantora de música country. Detetive Babineaux conhece uma agente da FBI que vai trabalhar no mesmo escritório que ele. Blaine tenta seduzir um ex-sócio de volta para o lado negro. Enquanto isso, o retorno de Peyton continua ficando pior e fora do controle. |              |                                                                                        |                |                                                                                                  |                         |                     |
| 18 | 5            | "Love & Basketball" "(Amor & Basquete)" (BR)                                           | Michael Fields | Bob Dearden                                                                                      | 3 de novembro de 2015   | 1.43                |
| Enquanto está investigando um caso, Liv come o cérebro de um garçonete cantora de música country. Detetive Babineaux conhece uma agente da FBI que vai trabalhar no mesmo escritório que ele. Blaine tenta seduzir um ex-sócio de volta para o lado negro. Enquanto isso, o retorno de Peyton continua ficando pior e fora do controle. |              |                                                                                        |                |                                                                                                  |                         |                     |
| 19 | 6            | "Max Wager" "(Aposta Máxima)" (BR)                                                     | John Kretchmer | Graham Norris                                                                                    | 10 de novembro de 2015  | 1.40                |
| Liv involuntariamente cruza caminhos com o homem mais perigoso em Seattle, enquanto investigava o assassinato de Harry, um jogador degenerado. Detetive Babineaux tem seu momento super fã quando ele e Liv interroga o jogador do Hall of Famer da NBA, Calvin Owens no funeral de Harry. Enquanto isso, o pai de Blaine faz uma enorme descoberta e Ravi oferece algumas más notícias. Por último, Evan tem um grande segredo para contar a Liv e Major continua a se debater.                                  |              |                                                                                        |                |                                                                                                  |                         |                     |
| 20 | 7            | "Abra Cadaver" "(Abra Cadáver)" (BR)                                                   | Viet Nguyen    | Justin Halpern & Patrick Schumacker                                                              | 17 de novembro de 2015  | 1.17                |
| Liv consome o cérebro de um ilusionista obcecado, que foi assassinado a sangue frio durante uma convenção de magos em Seattle. Quando Liv e Detetive Babineaux investigam o caso, ela usa suas novas habilidades para ajudar a diminuir a lista de suspeitos. Enquanto isso, Blaine dá a Liv algumas novidades interessantes e Ravi toma uma decisão, mas as coisas não acabam indo conforme ele planejou. Por último, Major continua a distanciar-se de Liv.                                                     |              |                                                                                        |                |                                                                                                  |                         |                     |
| 21 | 8            | "The Hurt Stalker" "(O Perseguidor Ferido)" (BR)                                       | Michael Wale   | Sara Saedi                                                                                       | 1 de dezembro de 2015   | 1.55                |
| Detetive Babineaux chega na cena do crime de um planejador de casamento, que foi morto a tiros e fica chocado ao perceber que ele namorava a vítima. Para piorar as coisas, descobrimos que a vítima estava perseguindo o Detetive Babineaux e ele agora é o suspeito número 1 do seu assassinato. Liv e Ravi fingem ser um casal de noivos para se infiltrarem no planejamento do casamento da vítima. Enquanto isso, Major está tendo um momento díficil para lidar com o cérebro de perseguidor que Liv comeu. |              |                                                                                        |                |                                                                                                  |                         |                     |
| 22 | 9            | "Cape Town" "(A Cidade do Cabo)" (BR)                                                  | Mairzee Almas  | Diane Ruggiero-Wright                                                                            | 8 de dezembro de 2015   | 1.37                |
| Liv, o Detetive Babineaux e Ravi trabalham juntos para solucionar a morte de Chris Allred, um professor durante o dia e um super herói à noite, apelidado de "A Névoa". |              |                                                                                        |                |                                                                                                  |                         |                     |
| 23 | 10           | "Method Head" "(Método de Cabeça)" (BR)                                                | Mark Piznarski | Kit Boss                                                                                         | 12 de janeiro de 2016   | 1.17                |
| Liv fica arrasada ao descobrir que o ator principal da sua série favorita, "Zombie High" foi assassinado no set de filmagens. Enquanto isso, Vaughn testa a lealdade de Major e Ravi oferece más notícias. Por último, Blaine recebe uma visita inesperada. |              |                                                                                        |                |                                                                                                  |                         |                     |
| 24 | 11           | "Fifty Shades of Grey Matter" "(Cinquenta Tons de Matéria Cinza)" (BR)                 | Mairzee Almas  | Deirdre Mangan & Graham Norris                                                                   | 2 de fevereiro de 2016  | 1.43                |
| As coisas começam a ficar interessantes para Liv quando ela e Clive investiga o assassinato de uma jovem bibliotecária, que era também secretamente uma escritora de ficção erótica. Enquanto isso, as coisas aceleram entre Blaine e alguém um pouco inesperado. Por último, Major é atingido por um obstáculo imprevisto no seu plano. |              |                                                                                        |                |                                                                                                  |                         |                     |
| 25 | 12           | "Physician, Heal Thy Selfie" "(Doutor, Cura Tua Selfie)" (BR)                          | Zetna Fuentes  | Talia Gonzalez & Bisanne Masoud                                                                  | 9 de fevereiro de 2016  | 1.43                |
| Detetive Babineux e Liv investigam um homicido triplo, e Liv está chocada ao descobrir que os corpos das vítimas estão faltando suas cabeças. Uma Liv muito faminta é forçada a consumir o cérebro de um infeliz viciado em redes sociais. Enquanto isso, Peyton se apoia em Ravi, e as coisas estão ficando interessantes quando o mundo de Blaine começa a colidir. |              |                                                                                        |                |                                                                                                  |                         |                     |
| 26 | 13           | "The Whopper" "(A Grande Mentira)" (BR)                                                | Michael Fields | Rob Thomas                                                                                       | 16 de fevereiro de 2016 | 1.25                |
| Liv e Detetive Babineaux investiga a morte de Cory Carp, ou "Grande Peixe", apelido dado não por causa do seu último nome, mas porque ele era muito conhecido como um mentiroso patológico. Ravi faz uma descoberta inquietante e Blaine se rencontra com alguém do seu passado. Enquanto isso, Major se encontra em uma situação précaria. |              |                                                                                        |                |                                                                                                  |                         |                     |
| 27 | 14           | "Eternal Sunshine of the Caffeinated Mind" "(O Brilho Eterno da Mente Cafeinada)" (BR) | Jason Bloom    | Kit Boss                                                                                         | 23 de fevereiro de 2016 | 1.45                |
| Quando um ótimista proprietário de uma caféteria é assassinado Liv usa sua visão ensolarada para ajudar Clive resolver o assasinado. Enquanto isso, as coisas começam a ir de mal a pior para Blaine, e Drake é forçado a cancelar planos com Liv, devido a uma corrida com os melhores de Seattle. |              |                                                                                        |                |                                                                                                  |                         |                     |
| 28 | 15           | "He Blinded Me... with Science" "(Ele Me Cegou... com Ciência)" (BR)                   | Dan Etheridge  | John Enbom                                                                                       | 22 de março de 2016     | 1.21                |
| Ao investigar o assassinato de um cientista de pesquisa que recentemente foi rebaixado em seu trabalho, Liv e o Detetive Babineaux ficam chocados ao saber onde ela tinha sido empregado. Enquanto isso, Blaine paga à Ravi uma visita ao necrotério, e Liv descobre algo novo sobre Drake. Por último, Vaughn du Clark confronta Major. |              |                                                                                        |                |                                                                                                  |                         |                     |
| 29 | 16           | "Pour Some Sugar, Zombie" "(Derrame um Pouco de Açúcar, Zumbi)" (BR)                   | Mairzee Almas  | Diane Ruggerio-Wright                                                                            | 29 de março de 2016     | 1.25                |
| Liv consome o cérebro de uma stripper recentemente assassinada e revela algumas informações extremamente úteis. Enquanto isso, Blaine não está completamente sendo ele mesmo ultimamente, e Ravi faz uma descoberta surpreendente. Por último, Major e Ravi estão ajudando Peyton a se mudar de volta com Liv quando ela recebe um telefonema surpreendente. |              |                                                                                        |                |                                                                                                  |                         |                     |
| 30 | 17           | "Reflections of the Way Liv Used to Be" "(Reflexões de Como Liv Era)" (BR)             | Michael Fields | Bob Dearden                                                                                      | 5 de abril de 2016      | 1.07                |
| Liv e Detetive Babineaux investigam o assassinato de Bailey Barker, uma ambiciosa, hiper-competitiva e estudante dirigida próxima do topo da sua sala. Após consumir o cérebro de Bailey, nós vemos a Liv se tornando muito parecida com a garota que ela era antes de se tornar uma zumbi. Enquanto isso, as coisas parecem estar indo de mal a pior para Major e Blaine procura por ajuda. |              |                                                                                        |                |                                                                                                  |                         |                     |
| 31 | 18           | "Dead Beat" "(Caloteiro)" (BR)                                                         | John Kretchmer | John Enbom                                                                                       | 12 de abril de 2016     | 1.36                |
| Liv e Ravi estão precisando de ajuda e encontram um aliado improvável, Blaine. Detetive Babineaux e Dale Bozzio buscam uma nova pista sobre um caso antigo. Enquanto isso, quando Major encontra-se em um mundo de problemas, o nem tão confiável Brant Stone vêm em seu socorro. O lado malvado de Vaughn atingiu um novo nível significativo. |              |                                                                                        |                |                                                                                                  |                         |                     |
| 32 | 19           | "Salivation Army" "(Exército da Salivação)" (BR)                                       | Michael Fields | História por : Rob Thomas & Diane Ruggerio-Wright Roteiro por : Diane Ruggerio-Wright & Kit Boss | 12 de abril de 2016     | 1.22                |
| Trabalhando juntos em uma missão, Liv, Detetive Babineaux e Major destroem a festa do Super Max de Vaughn, onde Rob Thomas (como ele mesmo) canta uma música da sua carreira solo. Enquanto isso, Blaine estende a mão para Peyton pedindo por ajuda, o que não cai bem para Ravi. |              |                                                                                        |                |                                                                                                  |                         |                     |